# Конезавод имени Будённого
Конезавод имени Будённого — посёлок в Сальском районе Ростовской области. Административный центр Будённовского сельского поселения.

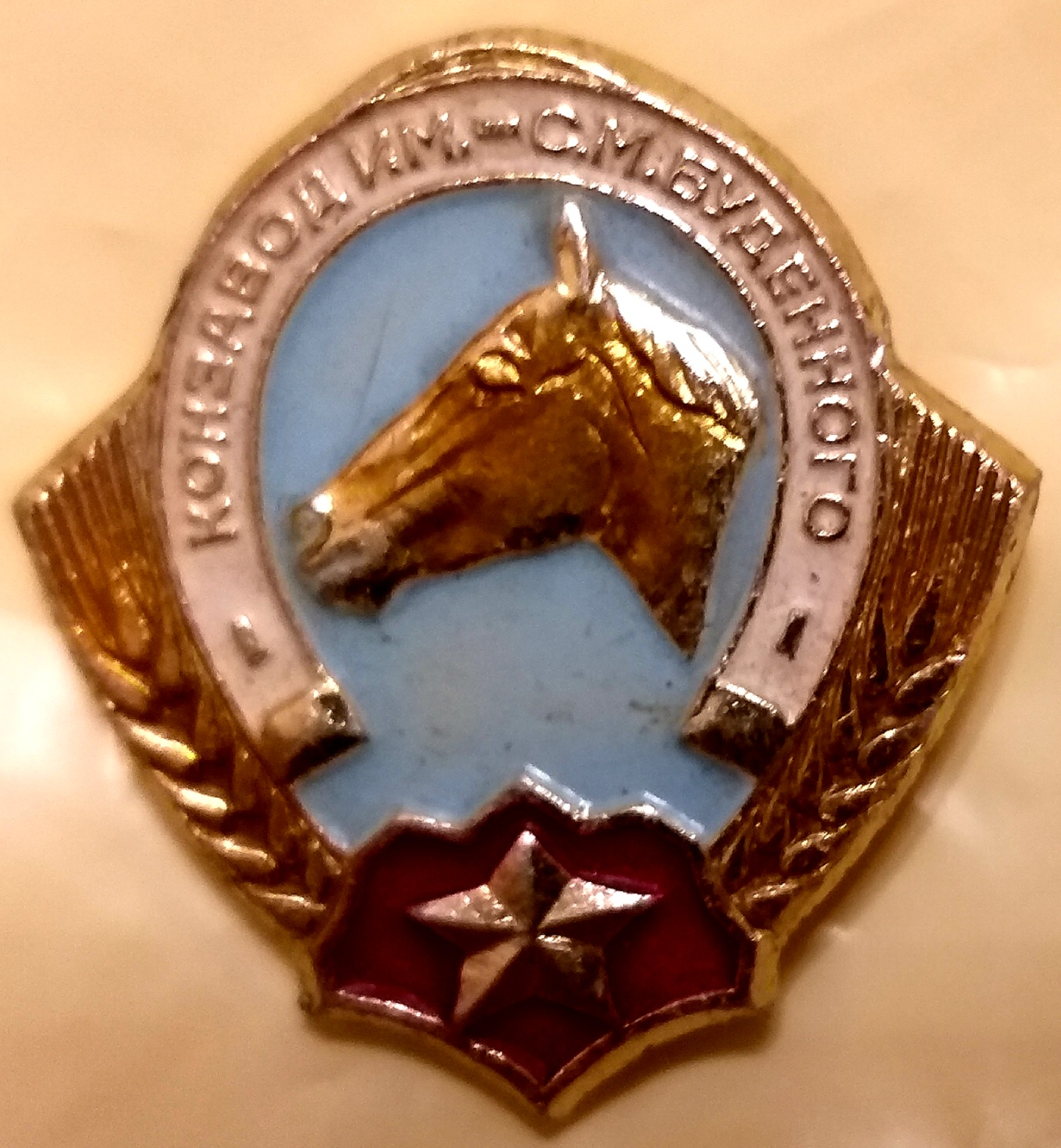
Конзавод им. С.М. Будённого (Сальский район)

## История
Основан как посёлок Конезавода имени Фрунзе. Первоначально, посёлок относился к Шаблиевскому сельскому Совету. Конезавод имени Фрунзе был основан на базе зимника коннозаводчика Попова. Посёлок являлся многонациональным: согласно переписи населения 1926 года в посёлке Конезавод имени Фрунзе проживал 451 человек, из них калмыков — 222, великороссов — 105, украинцев — 98.
В 1930 году конный завод имени Фрунзе был ликвидирован, а его территория была передана конному заводу имени Будённого. Центральная усадьба последнего, ввиду близости к железной дороге и городу Сальску, была переведена в посёлок бывшего конезавода имени Фрунзе.
23-24 августа 1933 года конный завод имени Будённого посетили И. В. Сталин, К. Е. Ворошилов и С. М. Будённый.
В 1935 году конный завод имени Будённого был награждён орденом Красного Знамени.
В ноябре 1948 года утверждена новая верховая порода лошадей — Будённовская, за которую, конезаводу имени Будённого присуждена Государственная премия СССР.
В 1949 году конный завод имени Будённого был награждён орденом Ленина.

## Физико-географическая характеристика
Посёлок в пределах Доно-Егорлыкской равнины, при балке Янина, на правом берегу реки Средний Егорлык, на высоте около 25 метров над уровнем моря. Рельеф местности равнинный. В границах посёлка имеется пруд.
По автомобильной дороге расстояние до областного центра города Ростова-на-Дону составляет 190 км, до районного центра города Сальск — 12 км. Ближайшая железнодорожная станция Шаблиевская расположена в 5 км от посёлка в селе Шаблиевка. Через посёлок проходит региональная автодорога Волгоград — Сальск.
Климат
Климат умеренный континентальный, с достаточным для вегетации растений увлажнением (согласно классификации климатов Кёппена-Гейгера — Dfa). Среднегодовая температура положительная и составляет +10.2 °C, средняя температура самого холодного месяца января — 3,9 °C, самого жаркого месяца июля +23.8 °C. Расчётная многолетняя норма осадков — 485 мм. В течение года осадки распределены относительно равномерно.
Часовой пояс
Конезавод имени Будёного, как и вся Ростовская область, находится в часовой зоне МСК (московское время). Смещение применяемого времени относительно UTC составляет +3:00.

## Планировка
Посёлок спланирован ровными кварталами, разделённых улицами и внутриквартальными проездами. Центральной улицей является - улица Ленина, на которой расположены основные административные здания, в т.ч. администрация сельского поселения, школа, дом культуры и другие здания, а также парк культуры и отдыха. Посёлок застроен одно- и двухэтажными многоквартирными домами, а также индивидуальными домами усадебной застройки. Большая часть улиц имеет асфальтированное покрытие проезжей части и тротуары.

### Уличная сеть
| - ул. 40 лет Победы, - ул. 70 лет Октября, - ул. Буденного, - ул. Восточная, - ул. Заречная, - ул. Комсомольская, - ул. Ленина, - ул. Мирная, - ул. Молодёжная, - ул. Садовая, - ул. Сальская, | - ул. Самохвалова, - ул. Северная, - ул. Семашко, - ул. Спортивная, - ул. Степная, - ул. Театральная, - ул. Черемушки, - ул. Чумакова, - ул. Школьная, - ул. Юбилейная, - ул. Южная. |

## Население
Динамика численности населения
| 1926 | 2010 |
| ---- | ---- |
| 451  | 2328 |

## Инфраструктура посёлка
В социальную инфраструктуру посёлка конзавод имени Буденного входят:
- средняя общеобразовательная школа №80;
- детский сад №19 «Конёк-горбунок»;
- фельдшерско-акушерский пункт;
- отделение Почты России 347603;
- дом культуры;
- парк культуры и отдыха;
- конно-спортивный манеж с ипподромом;
- сеть продуктовых и промтоварных магазинов, в том числе сетевых «Магнит», «Пятёрочка» и др.;
- отель «Кристина»;
- кафе-пекарня;
- столовая и несколько кафе;
- две АЗС.

В посёлке по улице Ленина ведётся строительство нового детского сада, рассчитанного на 80 мест.
Посёлок полностью газифицирован природным газом, по всем улицам проведён центральный водопровод. Основные улицы имеют асфальтированные дороги и тротуары. Через посёлок проходит автомобильная дорога регионального значения Сальск - Котельниково - Волгоград.
В посёлке конезавода имени С. М. Будённого в 1968 году построена 331-метровая мачта Сальской телебашни, которая является самой высокой и одной из мощнейших в Ростовской области.

## Известные люди
Герой Советского Союза
- Самохвалов Фёдор Николаевич

Герои Социалистического Труда
- Дедик Антон Самойлович
- Жданов Андрей Иванович
- Корсун Стефан Макарович.

## Памятники и мемориалы
- Мемориал «Дона седого сынам» — памятник войнам-землякам в поселке конезавод имени Будённого открыт в 1968 году. В состав мемориала входит скульптурная композиция фигур солдата, женщины и ребёнка. скульптуры установлены на стеле высотой 3 метра, шириной 15 метров. Рядом с памятником установлена стена с плитами, на которой высечены словам: «Вечная память героям, павшим в боях Великой Отечественной войны 1941—1945» и именами пятидесяти погибших односельчан.

На стене справа высечены барельефы солдат, всадника на коне и надпись: «Дона седого сынам, односельчанам нашим, жизнь отдавшим за счастье отчизны слава вечная». Стела и скульптуры установлены на постаменте.
По воинскому ритуалу бронзовую урну с землей, взятой на могилах павших односельчан торжественно вмонтировали в стену при открытии мемориала.
- Памятник воинам, погибшим в годы Великой Отечественной войны. Братская могила[10]. Памятник установлен в честь погибших при защите и освобождении конезавода им. С. М. Буденного в 1942—1943 годах.

Памятник представляет собой скульптуру коленопреклоненного солдата. В руках у него знамя. Скульптура стоит на бетонном постаменте, высота которого составляет 3 метра. Перед постаментом установлено изображение красной звезды.
В память о воинах на мемориальной плите сделана надпись: «После упорных боев с немецко-фашистскими захватчиками 22 января 1943 года 6-я гвардейская Краснознаменная отдельная танковая бригада полковника М. Н. Кричмана освободила территорию конезавода имени Буденного».
Погибших солдат несколько раз перезахоронили. Первый раз в окопах, в 1946 году на поселковом кладбище, в 1973 году — в братскую могилу. В 1968 году у братской могилы установили памятник и обелиск в виде раскрытой книги. Рядом с на плите написали имена 29 погибших солдат.
- Могила майора И. С. Траспова с памятником на поселковом кладбище.